# Liste der Bodendenkmäler in Sulzthal
Auf dieser Seite sind die Bodendenkmäler in dem unterfränkischen Markt Sulzthal zusammengestellt. Diese Tabelle ist eine Teilliste der Liste der Bodendenkmäler in Bayern. Grundlage ist die Bayerische Denkmalliste, die auf Basis des Bayerischen Denkmalschutzgesetzes vom 1. Oktober 1973 erstmals erstellt wurde und seither durch das Bayerische Landesamt für Denkmalpflege geführt wird. Die folgenden Angaben ersetzen nicht die rechtsverbindliche Auskunft der Denkmalschutzbehörde.

## Bodendenkmäler in Sulzthal

### Bodendenkmäler in der Gemarkung Sulzthal
| Lage                | Objekt | Akten-Nr.     | Bild |
| ------------------- | --- | ------------- | ---- |
| Sulzthal (Standort) | Siedlung der Urnenfelderzeit und der jüngeren Latènezeit. Siehe auch: Urnenfelderzeit, Latènezeit | D-6-5826-0036 |      |
| Sulzthal (Standort) | Siedlung der Linearbandkeramik. Siehe auch: Linearbandkeramische Kultur | D-6-5826-0038 |      |
| Sulzthal (Standort) | Siedlung der Hallstattzeit. Siehe auch: Hallstattzeit | D-6-5826-0039 |      |
| Sulzthal (Standort) | Bestattungsplatz mit Grabhügeln vorgeschichtlicher Zeitstellung. | D-6-5826-0041 |      |
| Sulzthal (Standort) | Spätmittelalterliche bis frühneuzeitliche Landwehr. Siehe auch: Spätmittelalter, Frühe Neuzeit | D-6-5826-0042 |      |
| Sulzthal (Standort) | Siedlung vor- und frühgeschichtlicher Zeitstellung. Siehe auch: Frühgeschichte | D-6-5826-0051 |      |
| Sulzthal (Standort) | Untertägige Teile der mittelalterlichen bis frühneuzeitlichen Katholischen Pfarrkirche Mariä Himmelfahrt und der Gadenanlage in Sulzthal, Fundamente mittelalterlicher Vorgängerbauten sowie Körpergräber des Mittelalters und der frühen Neuzeit. Siehe auch: Mittelalter, Frühe Neuzeit, Pfarrkirche, Frühe Neuzeit | D-6-5826-0096 |      |
| Sulzthal (Standort) | Untertägige Teile erhaltener Abschnitte und Fundamente abgegangener Teile der frühneuzeitlichen Marktbefestigung von Sulzthal. Siehe auch: Frühe Neuzeit | D-6-5826-0097 |      |
| Sulzthal (Standort) | Untertägige mittelalterliche und frühneuzeitliche Teile der Marktsiedlung von Sulzthal. Siehe auch: Mittelalter, Frühe Neuzeit | D-6-5826-0098 |      |
| Sulzthal (Standort) | Untertägige Teile der frühneuzeitlichen Hl.-Kreuz-Kapelle. Siehe auch: Frühe Neuzeit | D-6-5826-0102 |      |
| Sulzthal (Standort) | Bestattungsplatz mit Grabhügel vorgeschichtlicher Zeitstellung. Siehe auch: Hügelgrab, Urgeschichte | D-6-5826-0111 |      |